# 신반시외버스터미널
신반시외버스터미널은 경상남도 의령군 부림면에 소재한 버스터미널이다. 정식 명칭은 신반정류소이다. 별도의 승차홈은 갖춰져 있지 않으나 대합실과 매표소가 존재한다.
본래 부림면 신번로 147에 위치해 있었으나, 부림면과 버스회사 간의 갈등으로 2020년 4월 7일 폐쇄되었고, 같은 해 7월 1일부터 공영주차장을 개장하여 임시정류소로 사용 중이다.